# Voie romaine Metz-Strasbourg

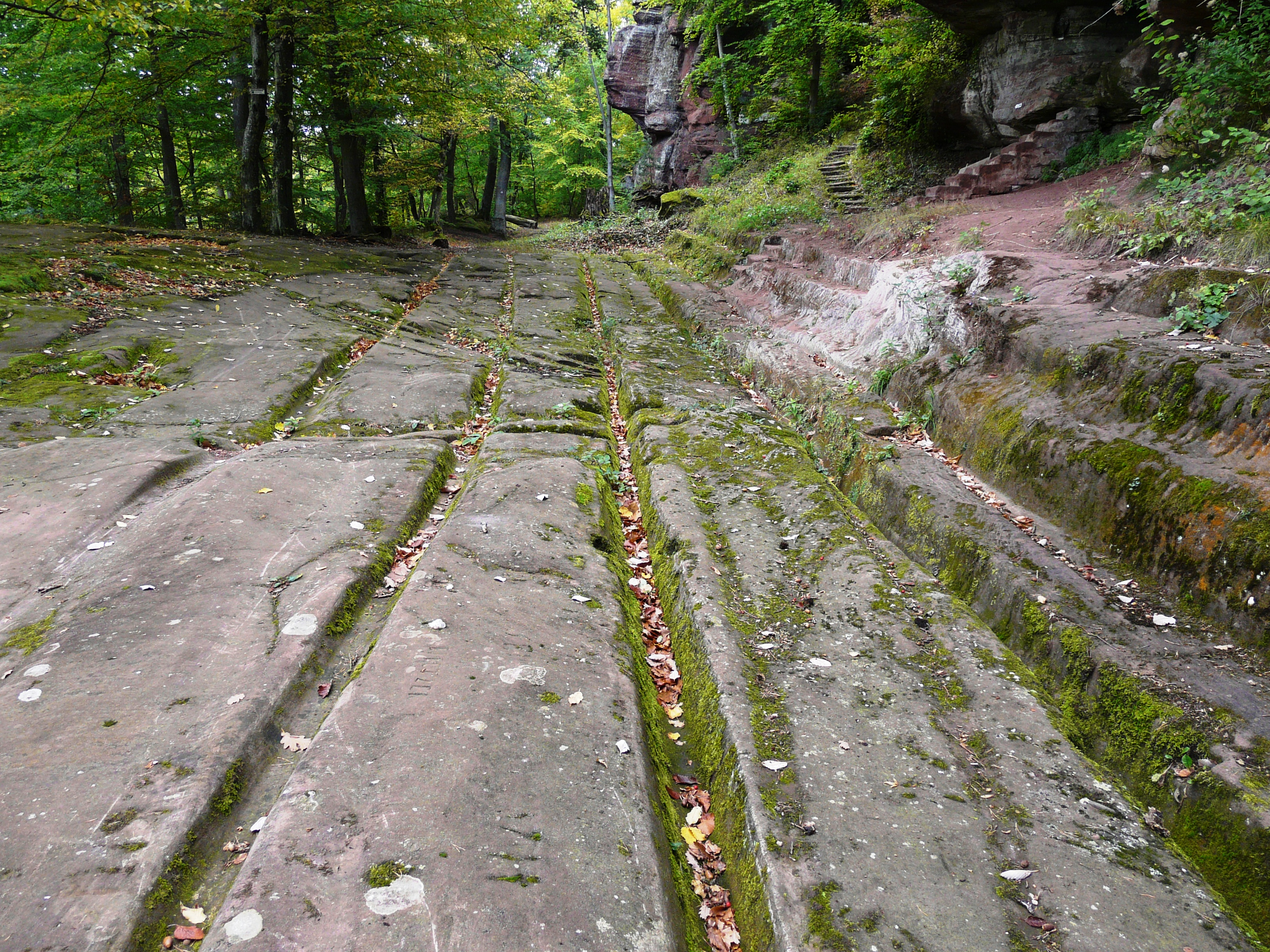
Traces de l'ancienne voie romaine entre Saverne et le col de Saverne.

La voie romaine Metz-Strasbourg était un axe de communication antique ralliant Divodurum Mediomatricorum (Metz) à Argentoratum (Strasbourg).

## Tracé
De Divodurum Mediomatricorum, la voie s'élançait d'abord vers le sud pour rejoindre Ad Duodecimum (Delme) pour continuer vers le sud-est à travers Ad Decem Pagos (Tarquimpol) et rallier Pons Saravi (Sarrebourg), ensuite elle traversait les Vosges au niveau du col de Saverne et rejoignait Tabernis (Saverne) avant d'atteindre Argentorate (Strasbourg). Elle avait ainsi une longueur d'environ 150 kilomètres.

## Toponymie liée à la voie
- Ad Duodecimum (Delme) : « au douzième ». Le lieu se trouvait à la douzième borne de la voie, soit à douze lieues (environ 27 kilomètres[2]) du point de départ, Divodurum Mediomatricorum (Metz)[1],[2].
- Pons Saravi (Sarrebourg) : « le pont de la Sarre » (le nom gallo-romain de la rivière étant Saravus). Ici se trouvait le pont permettant de traverser la Sarre[3].

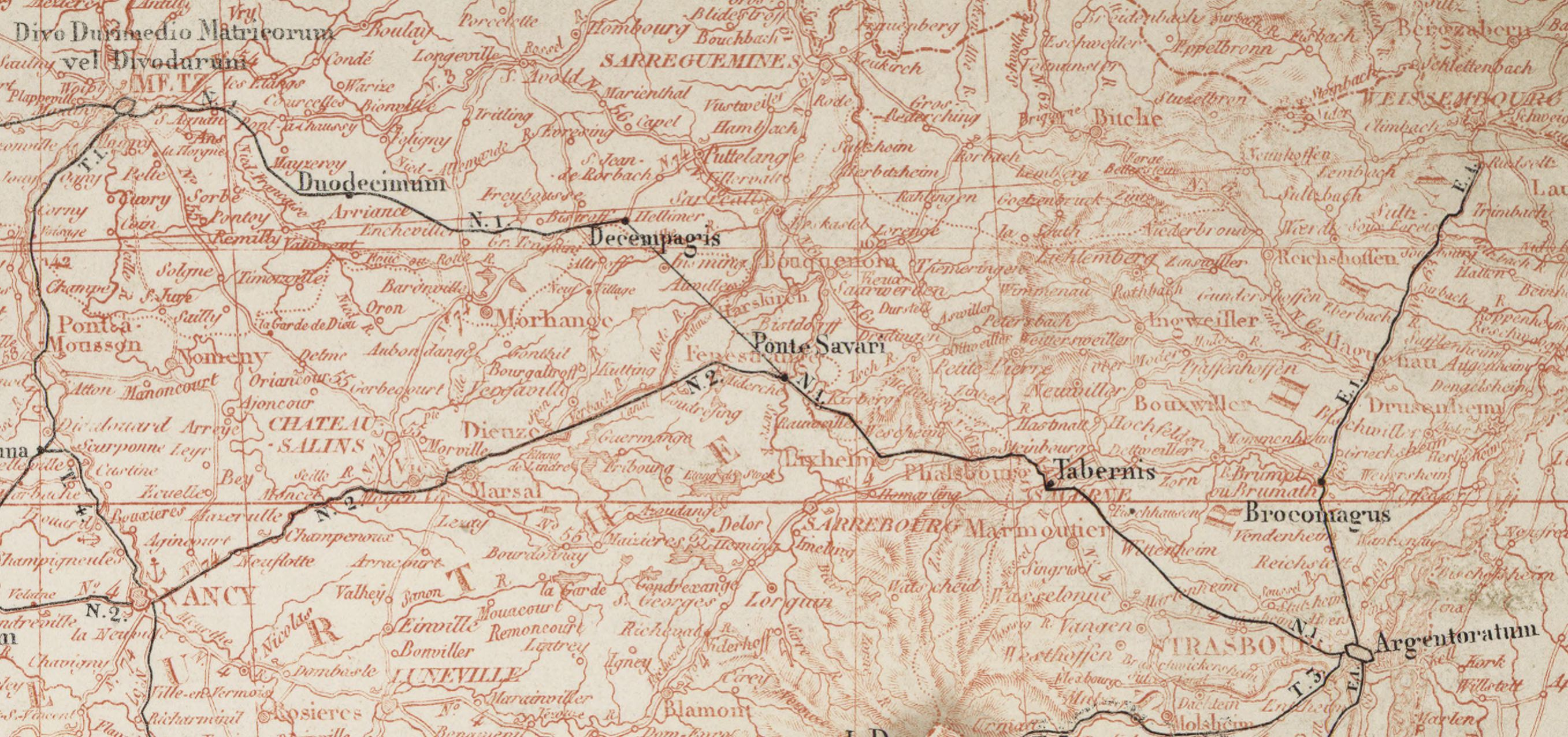
Tracé de la voie romaine Metz-Strasbourg.

## Interconnexions
La voie romaine Metz-Strasbourg se trouvait sur le grand itinéraire de Gesoriacum (Boulogne-sur-Mer) à Argentorate (Strasbourg) par Samarobriva (Amiens) et Durocortorum (Reims).
Divodurum Mediomatricorum se trouvait sur la Via Agrippa allant de Lugdunum (Lyon) à Colonia Claudia Ara Agrippinensium (Cologne). Cela permettait à ce qui est aujourd'hui Lorraine de rejoindre le nord et le sud de l'Empire romain.
Pontesaravi (Sarrebourg) se trouvait sur une bifurcation avec Tullio (Toul) qui se trouvait également sur la Via Agrippa allant de Lugdunum (Lyon) à Colonia Claudia Ara Agrippinensium (Cologne).
Argentorate (Strasbourg) était le croisement avec deux autres voies romaines. L'une allant de Arialbinum (dans les environs de Bâle et Saint-Louis) à Mogontiacum (Mayence). Ainsi, ce qui est aujourd'hui l'Alsace, était connecté à la Gaule.